# Danh sách quân chủ Bỉ
Đây là danh sách vị quân chủ Bỉ từ năm 1831, sau khi Bỉ tuyên bố độc lập và tách khỏi sự lệ thuộc của Vương quốc Hà Lan Thống nhất trong cuộc Cách mạng Bỉ năm 1830; Nhà vua đầu tiên của Bỉ là Leopold I.

## Danh sách vua Bỉ
| Hình                                        | Tước Hiệu   | Sinh | Năm bắt đầu trị vì | Năm Kết Thúc | Mất      |
| ------------------------------------------- | ----------- | ---- | ------------------ | ------------ | -------- |
|                                             | Léopold I   | 1790 | 1831               | 1865         | 1865     |
| Con của Leopold I                           | Léopold II  | 1835 | 1865               | 1909         | 1909     |
| Cháu trai của Leopold II                    | Albert I    | 1875 | 1909               | 1934         | 1934     |
| Con của Albert I                            | Léopold III | 1901 | 1934               | 1951         | 1983     |
| Con của Leopold III                         | Baudouin    | 1930 | 1951               | 1993         | 1993     |
| Em trai của Baudouin và con của Leopold III | Albert II   | 1934 | 1993               | 2013         | còn sống |
| Con của Albert II                           | Philippe    | 1960 | 2013               | đang tại vị  | còn sống |